# Rivière des Fermes
Pour les articles homonymes, voir Ferme.
La rivière des Fermes est un affluent de la rive ouest de la rivière Chaudière laquelle coule vers le nord pour se déverser sur la rive sud du fleuve Saint-Laurent. Elle coule dans la région administrative de Chaudière-Appalaches, au Québec, au Canada, dans la municipalité régionale de comté de Beauce-Centre (Saint-Frédéric, Tring-Jonction et Saint-Joseph-des-Érables).

## Géographie
Les principaux bassins versants voisins de la rivière des Fermes sont :
- côté nord : rivière Cliche, rivière Lessard, rivière Nadeau, rivière Chaudière ;
- côté est : rivière Chaudière ;
- côté sud : Bras Saint-Victor, ruisseau des Castors, rivière du Cinq ;
- côté ouest : rivière du Cinq, rivière Palmer Est.

La "rivière des Fermes" prend sa source en zone montagneuse dans canton de Broughton. Cette zone de tête est située à la limite municipale entre Saint-Séverin et Saint-Frédéric, à 5,1 km au nord-ouest du village de Tring-Jonction, à 3,8 km au sud-ouest du village de Saint-Séverin, à 6,6, km au nord du village de East-Broughton et à 11,0 km à l'ouest de la rivière Chaudière.
À partir de sa source, la rivière des Fermes coule sur 18,8 km répartis selon les segments suivants :
- 5,5 km vers le sud-est, dans la municipalité de Saint-Frédéric, jusqu'à la limite de la municipalité de Tring-Jonction ;
- 1,8 km vers le sud-est, en traversant le village de Tring-Jonction, jusqu'à la confluence du ruisseau Labbé (venant du sud-ouest) ;
- 2,9 km vers l'est, jusqu'à limite de Saint-Frédéric ;
- 2,1 km vers le nord-est, jusqu'à la route 276 ;
- 1,4 km vers le sud-est, jusqu'à la limite de la municipalité de Saint-Joseph-des-Érables ;
- 1,4 km vers l'est, en coupant à nouveau la route 276 et en traversant la "chute à Louisette", jusqu'à la confluence du ruisseau Marachois (venant du sud-ouest) ;
- 2,7 km vers le nord-est, jusqu'à la route longeant la rivière Chaudière sur la rive ouest ;
- 1,0 km vers l'est, jusqu'à sa confluence.

La rivière des Fermes se déverse sur la rive ouest de la rivière Chaudière, dans Saint-Joseph-des-Érables. Cette confluence est située en face à la partie nord du village de Saint-Joseph-de-Beauce et en amont du pont du village de Vallée-Jonction.

## Toponymie

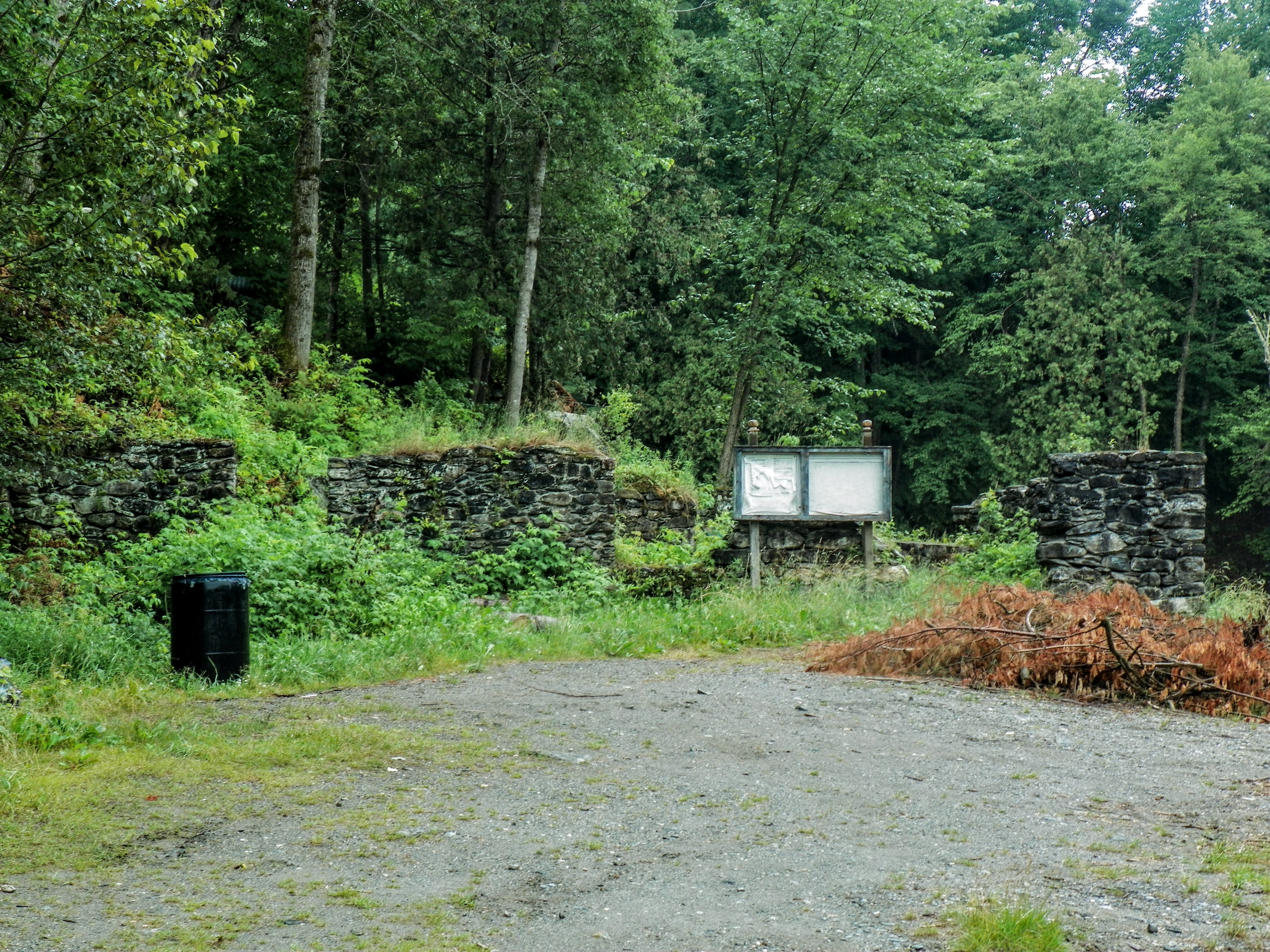
Site de l'ancien moulin seigneurial.

À environ un kilomètre de sa confluence, le cours de la rivière traverse d'importants rapides. Un moulin avait été érigé à cet endroit le seigneur Joseph de Fleury de La Gorgendière ; ce dernier n'habitait pas dans sa seigneurie de la Beauce, préférant vivre dans son manoir de Deschambault. Tout autour se trouve le site des "Grandes Fermes", soit l'appellation locale attribuée à l'ensemble du domaine propre du seigneur.
Une route des Fermes, prolongée par un rang Saint-Louis jusqu'aux limites de la seigneurie, gravit le coteau et permet d'atteindre le site de la chute et des fondations du moulin seigneurial. Ce dernier a été démoli en 1962. Puis un terrain de camping a été aménagé sur le site. Le toponyme "Rivière des Fermes" est souvent attesté dans les documents depuis la fin du XVIIIe siècle et, sur les cartes, au moins depuis 1878.
Le toponyme "rivière des Fermes" a été officialisé le 5 décembre 1968 à la Commission de toponymie du Québec.